# عبد الله حسين البشيري
عبد الله حسين عبد الله حسين البشيري (ولد. 1945 م) ضابط وعسكري يمني، ولد في مدينة عمران بمحافظة عمران، وهو عضو في اللجنة العامة للمؤتمر الشعبي العام 

## حياته وتعليمه
التحق بالكلية الحربية، وحصل منها على شهادة البكالوريوس في العلوم العسكرية عام 1387هـ/ 1967م، ثم ابتعث للدراسة العليا إلى الاتحاد السوفيتي، فحصل عام 1392هـ/ 1972م على درجة الماجستير في الهندسة من أكاديمية المهندسين.

## مناصب وأدوار
عمل أركان حرب في قوات الاحتياط عام 1972م، ثم تعيّن مديرًا للكلية الحربية في العام التالي، ثم قائدًا للواء إب عام 1975م، ثم رئيسًا للعمليات الحربية عام 1978م، ثم مديرًا لمكتب التخطيط والتنظيم في القيادة العامة للقوات المسلحة عام 1980م، ثم رئيسًا لهيئة الأركان العامة وحتى عام 1992م، ثم رئيسًا للمكتب الفني للحدود، ثم عضوًا في مجلس النواب اليمني 2003م، ثم تعيّن وزيرًا للدولة، أمينًا عامًّا لرئاسة الجمهورية.